# Печиська (Верушовський повіт)
Печиська (пол. Pieczyska) — село в Польщі, у гміні Верушув Верушовського повіту Лодзинського воєводства. Населення — 588 осіб (2011).
У 1975—1998 роках село належало до Каліського воєводства.

## Демографія
Демографічна структура станом на 31 березня 2011 року:
|          | Загалом | Допрацездатний вік | Працездатний вік | Постпрацездатний вік |
| -------- | ------- | ------------------ | ---------------- | -------------------- |
| Чоловіки | 289     | 70                 | 201              | 18                   |
| Жінки    | 299     | 64                 | 186              | 49                   |
| Разом    | 588     | 134                | 387              | 67                   |